# Krzysztof Mech
Krzysztof Mech – polski filozof i religioznawca, doktor habilitowany nauk humanistycznych, nauczyciel akademicki Instytutu Religioznawstwa Uniwersytetu Jagiellońskiego, specjalista w zakresie filozofii religii.

## Życiorys
W 1996 na podstawie napisanej pod kierunkiem Karola Tarnowskiego rozprawy pt. Chrześcijaństwo i dialektyka w koncepcji Paula Tillicha otrzymał w Wydziale Filozoficznym Uniwersytetu Jagiellońskiego stopień naukowy doktora nauk humanistycznych w dyscyplinie filozofia specjalność filozofia religii. Tam też na podstawie dorobku naukowego oraz rozprawy pt. Logos wiary. Między boskością a racjonalnością uzyskał w 2009 stopień doktora habilitowanego nauk humanistycznych w dyscyplinie religioznawstwo. Został adiunktem Instytutu Religioznawstwa Uniwersytetu Jagiellońskiego.